# Libeliče
Libeliče – wieś w Słowenii, w gminie Dravograd. W 2018 roku liczyła 206 mieszkańców.